# Joakim Berendes
Joakim Berendes, död 1623, var en svensk ämbetsman.
Berendes var 1614–18 bosatt i Ingermanland, där han var ståthållare i Koporje län, och delaktig i gränsläggningen mellan Sverige och Ryssland 1617–18. Han blev 1618 kammarråd men utnämndes 1622 till underståthållare i Riga och deltog även i förhandlingarna med Polen. Berendes var en duglig och betrodd ämbetsman med utpräglat sinne för egen fördel och efterlämnade en stor förmögenhet.